# Focalizzazione (linguistica)
In linguistica (più precisamente nella pragmatica), la focalizzazione (o rematizzazione) è la messa in rilievo del rema (nella linguistica anglosassone, il rema è detto anche comment o focus). Nelle diverse lingue, focalizzazioni possono essere messo in atto attraverso diverse strategie: con strumenti prosodici (intonazione) o sintattici.

## Focalizzazioni con mezzi prosodici
Un esempio, in italiano, di utilizzo di mezzi prosodici per la messa in rilievo del rema è la topicalizzazione contrastiva, che vede un culmine intonativo posto sull'informazione rematica:
Pierino ha rotto il piatto!
Il maiuscoletto rende graficamente la maggiore enfasi intonativa.
L'utilizzo di una particolare intonazione rileva anche in presenza di sintassi non marcate (cioè conformi all'ordine consueto e atteso). La sintassi non marcata in una lingua SVO come l'italiano prevede che il tema (o topic) preceda il rema. Il tema, infatti, viene evocato normalmente per costituire un legame semantico tra il contesto e quanto viene predicato intorno ad esso (cioè il rema). In una frase con sintassi non marcata, il rema è evidenziato prosodicamente con l'accentuazione della sillaba tonica del nucleo rematico:
–Che hai fatto ieri?
–Ieri [TEMA], ho visto un concerto [REMA].
In questo caso, il culmine intonativo sarà sulla sillaba tonica del nucleo rematico concerto. L'estensione del rema può però essere inferiore, a seconda che sia necessario individuare un nucleo rematico diverso:
–Quindi ieri hai prenotato il biglietto per la partita?
–Ieri [TEMA], ho visto [REMA] la partita [TEMA].
Anche in questo caso, il maiuscoletto evidenzia un culmine intonativo e specifici confini tra costituenti.
Oltre agli indizi prosodici, chi riceve il messaggio può rifarsi al contesto (cioè alla realtà extralinguistica che fa da sfondo alla conversazione, compreso l'insieme di conoscenze condivise da mittente e ricevente) e al cotesto (il contesto linguistico già attivato nella conversazione). Maggiore è la quantità di informazioni attivate dal contesto, minore potrà essere l'estensione del rema.
–Che hai fatto ieri?
–Ieri [TEMA], ho visto un concerto a Matera [REMA].
In questo scambio, ieri è l'unica informazione già attivata dal cotesto.
–Ieri eri ancora a Matera, giusto?
–Sì, e [ieri a Matera [TEMA] = Ø] ho visto un concerto [REMA].
Nel secondo scambio, la domanda ha evocato più elementi che nel primo, per cui nella risposta il rema ha estensione minore e il tema può eventualmente essere omesso.

## Focalizzazioni con mezzi sintattici
Mentre la focalizzazione con strumenti prosodici lascia un certo margine di ambiguità su quale sia l'effettiva estensione del rema e quanta porzione dell'enunciato serva da tema (con funzione di raccordo al contesto precedente), esistono anche mezzi sintattici, che determinano confini più univoci. Questi espedienti sono sintatticamente marcati, in quanto modificano l'ordine comune dei costituenti sintattici ed isolano gli elementi rematici.
Un tipico strumento sintattico è la cosiddetta "frase scissa":
È Pierino [REMA] che ha rotto il piatto [TEMA].
È a Matera [REMA] che ho visto un concerto [TEMA].
Quando si sottopone l'enunciato a interrogazione o a negazione, di norma è solo l'informazione rematica che viene posta in questione o negata.